# Silvio Bandinelli
Silvio Bandinelli (* 21. Dezember 1954 in Tripolis) ist ein italienischer Filmregisseur, vor allem von Pornofilmen.

## Leben
Bandinelli, der seit 1960 in Florenz lebt, schloss sein Studium in Literaturwissenschaft mit einer Arbeit über Filmgeschichte ab. In den 1980er Jahren produzierte und inszenierte er für eine eigene Firma zahlreiche Werbefilme.
Im darauffolgenden Jahrzehnt wandte er sich dem Pornofilmgeschäft zu, das er bis heute mit seiner Produktionsgesellschaft ShowTime betreibt. Der politisch linksstehende und aktive Bandinelli lässt in seine Filme gesellschaftskritische Themen einfließen.
Bandinelli benutzt auch Pseudonyme, darunter auch Frank Simon und Marco Trevi.